# دانشگاه آزاد اسلامی واحد آکسفورد
دانشگاه آزاد اسلامی واحد آکسفورد (AUO) که یک دانشگاه در شهر آکسفورد کشور انگلستان قرار دارد و زیر نظر دانشگاه آزاد اسلامی ایران است.
دانشگاه آزاد واحد آکسفورد در سال ۱۳۸۳ هجری خورشیدی مصادف با ۲۰۰۴ میلادی به عنوان یکی از وظایف از مأموریت های دانشگاه آزاد اسلامی در همکاری‌های بین‌المللی و ایجاد تبادل آموزشی و فرهنگی و علمی و جامعه جهانی تأسیس شد و یکی از اولین طرح‌های آموزش علمی در اروپا توسط دانشگاه آزاد اسلامی ایران است. دانشگاه آزاد اسلامی بیش از یک میلیون نفر دانشجو و بیش از ۳۰ هزار نفر پرسنل اداری دارد. به تعدادی از اساتید این دانشگاه بورسیه تحصیلی اعطا شده است تا مدارک خود را با کار در مقطع دکترا در واحد دانشگاه آزاد آکسفورد و دانشگاه‌های همانند آن در انگلستان تحصیل کنند.
این مؤسسه به زبان انگلیسی در مقطع کارشناسی، کارشناسی ارشد و مدرک تحقیقاتی، و همچنین دوره‌های کوتاه مدت در می‌دهد.
دانشگاه آزاد واحد آکسفورد بخشی از بزرگ‌ترین دانشگاه جهان از نظر دانشجوبان ثبت نام شده است. دانشگاه آزاد واحد آکسفورد در ژوئیه ۲۰۰۴ مصادف با سال ۱۳۸۳ هجری خورشیدی به عنوان اولین پردیس دانشگاه آزاد در اروپا شروع به کار کرد. دانشگاه آزاد واحد آکسفورد در فارمور، پنج مایلی غرب مرکز آکسفورد واقع شده است.
دانشگاه آزاد واحد آکسفورد بورسیه‌های تحصیلی مبتنی بر بالا بودن سطح علمی دانشجو و برنامه‌های آکادمیک را در مقاطع کارشناسی، کارشناسی ارشد و پیش از کارشناسی ارشد، سطوح دیپلم و دیپلم پیشرفته و دوره‌های کوتاه ارائه می‌دهد.